# Five Rivers
Five Rivers est un village du Nouveau-Brunswick, située dans le territoire de la commission de services régionaux du Kent, au sud-est de la province. La municipalité a été constituée le 1er janvier 2023, de la fusion du village de Rexton et de portions des DSL de Cap-de-Richibouctou, de Harcourt, de la paroisse de Richibouctou, de la paroisse de Saint-Paul et de la paroisse de Weldford.